# Shaggy (Film)
Shaggy ist ein US-amerikanischer Abenteuer- und Familienfilm aus dem Jahr 1948 von Robert Emmett Tansey mit Brenda Joyce in der Hauptrolle.

## Handlung
Der Rancher Bob Calvin stellt seinem Sohn Robbie und seiner Mutter Tessie Laura vor. Bob hat die Städterin Laura geheiratet und nun zur Ranch gebracht. Zu Robbies Bestürzung hat Laura Angst vor Tieren, deshalb darf er seinen Waschbären nicht mehr ins Haus lassen. Lauras Bemühungen um eine bessere Beziehung zu Robbie scheitern, weil Robbie den Verlust seines tierischen Freundes nicht akzeptieren will. Beinahe verliert er auch noch seinen Hund Shaggy, dem benachbarte Rancher vorwerfen, Schafe gerissen zu haben. Bob und Robbie können verhindern, dass Shaggy getötet wird.
Unterdessen überwindet Laura ihre Angst und freundet sich mit dem Waschbären an, sehr zur Freude und Bewunderung Robbies. Doch an Robbies neuntem Geburtstag findet er das Tier vergiftet auf und macht Laura dafür verantwortlich. Laura ist erschüttert, dass Bob Robbies Anschuldigung glaubt. In der Nacht wird Shaggy zusammen mit einer weißen Wölfin gesehen. Ein Rancher sieht die beiden Tiere nahe einer Stelle, an der zwei Schafe von einem Puma gerissen wurden. Der Puma greift die Wölfin an, die von Shaggy verteidigt wird. Mit dem Blut der Wölfin bedeckt kehrt er zur Ranch zurück.
Der Rancher Gonnell beschuldigt Shaggy, die beiden Schafe getötet zu haben. Bob, der nichts von Shaggys nächtlichem Ausflug weiß, versichert Gonnell, dass der Hund in der Nacht im Haus war. Nachdem ein weiteres Schaf getötet wird, bemerkt Bob Blut an Shaggys Fell. Er entscheidet, dass der Hund getötet werden muss. Kurz bevor Bob mit seinem Gewehr kommt, lässt Robbie Shaggy in die Wälder entkommen. Bob schießt auf den rennenden Hund, verfehlt ihn jedoch. Robbie folgt Shaggy. Laura glaubt, dass Bobs Entscheidung zu hart ist, und folgt Robbie zu Pferd. Laura findet Robbie, beide werden auf ihrem Rückweg von dem Puma attackiert. Shaggy erscheint rechtzeitig und greift die Raubkatze an. Der Kampf neigt sich zu Gunsten des Pumas, bis Bob erscheint und die Raubkatze erschießt. Spuren beweisen, dass der Puma die Schafe gerissen hat. Shaggy darf wieder auf die Calvin-Ranch zurückkehren.

## Produktion

### Hintergrund
Gedreht wurde der Film vom 17. April bis Anfang Mai 1947.

### Stab
Frank Paul Sylos oblag die künstlerische Leitung.

## Veröffentlichung
Die Premiere des Films fand am 11. Juni 1948 statt. In der Bundesrepublik Deutschland wurde er am 14. Oktober 1989 im deutschen Fernsehen ausgestrahlt.

## Kritiken
Das Lexikon des internationalen Films schrieb: „Kindgerechter Tier- und Abenteuerfilm, nach gängigen Mustern ereignisreich inszeniert.“
Die Variety befand, der Film erzähle eine vertraut ausgelegte Geschichte, die langsam anfange, dann aber zum ordentlichen Finale hin zulege.